# Liste der Stolpersteine in Essen – Bezirk II
Die Liste der Stolpersteine in Essen enthält alle Stolpersteine, die im Rahmen des gleichnamigen Projekts von Gunter Demnig in Essen verlegt wurden. Mit ihnen soll an Opfer des Nationalsozialismus erinnert werden, die in Essen lebten und wirkten.

## Rüttenscheid
| Adresse                                   | Verlegedatum | Inschrift/Name | Bild | Anmerkung |
| ----------------------------------------- | --- | --- | ---- | --- |
| Brassertstraße 10 ·                       | 8. Dez. 2018 | HIER WOHNTE JULIUS HEILBRUNN JG. 1869 DEPORTIERT 1942 THERESIENSTADT ERMORDET 10.1.1943                                                                                      |      | Julius Heilbrunn (* 13. März 1869 in Abterode) und seine Frau Berta Heilbrunn, geborene Ruhr (* 27. Dezember 1871 in Dortmund) wurden am 27. April 1942 von der Krawehlstraße 4II ins Barackenlager Holbeckshof umgesiedelt. Von dort wurden sie am 21. Juli 1942 nach Theresienstadt deportiert und kamen dort ums Leben. Julius Heilbrunn wurde am 10. Januar 1943 ermordet. |
| Brassertstraße 10 ·                       | 8. Dez. 2018 | HIER WOHNTE BERTA HEILBRUNN GEB. RUHR JG. 1871 DEPORTIERT 1942 THERESIENSTADT ERMORDET                                                                                       |      | Julius Heilbrunn (* 13. März 1869 in Abterode) und seine Frau Berta Heilbrunn, geborene Ruhr (* 27. Dezember 1871 in Dortmund) wurden am 27. April 1942 von der Krawehlstraße 4II ins Barackenlager Holbeckshof umgesiedelt. Von dort wurden sie am 21. Juli 1942 nach Theresienstadt deportiert und kamen dort ums Leben. Julius Heilbrunn wurde am 10. Januar 1943 ermordet. |
| Eduard-Lucas-Straße 42 ·                  | 5. Juli 2017 | HIER WOHNTE SALOMON HEILBRUNN JG. 1887 DEPORTIERT 1942 THERESIENSTADT 1944 AUSCHWITZ ERMORDET                                                                                |      | Salomon Heilbrunn (* 16. Juni 1887 in Oberaula) und seine Frau Berta Heilbrunn, geborene Cahn (* 24. November 1887 in Essen) betrieben ab 1915 einen Bettenfederversand und bauten ihr Warenangebot mit der Zeit weiter aus. Geschäft und Lager zogen mehrfach um und wurden vergrößert. 1931 zogen sie mit ihren Kindern Marga (* 1915) und Günter (* 1919) in die Eduard-Lucas-Straße 42. Marga emigrierte 1936 nach England und heiratete 1938 dort. Während der Novemberpogrome 1938 wurden Teile des Geschäfts und Lagers von Salomon und Berta Heilbrunn zerstört. Günter Heilbrunn emigrierte Anfang 1939 nach Palästina. Das Geschäft musste aufgegeben werden, die Häuser Eduard-Lucas-Straße 42 und 44 mussten 1938 verkauft werden, dennoch wohnten Salomon und Berta Heilbrunn bis 1941 weiter dort, bevor sie in das „Judenhaus“ Emmastraße 57 umziehen mussten. Am 21. Juli 1942 wurden sie nach Theresienstadt deportiert und schließlich am 15. Mai 1944 in Auschwitz ermordet. |
| Eduard-Lucas-Straße 42 ·                  | 5. Juli 2017 | HIER WOHNTE BERTA HEILBRUNN GEB. CAHN JG. 1887 DEPORTIERT 1942 THERESIENSTADT 1944 AUSCHWITZ ERMORDET                                                                        |      | Salomon Heilbrunn (* 16. Juni 1887 in Oberaula) und seine Frau Berta Heilbrunn, geborene Cahn (* 24. November 1887 in Essen) betrieben ab 1915 einen Bettenfederversand und bauten ihr Warenangebot mit der Zeit weiter aus. Geschäft und Lager zogen mehrfach um und wurden vergrößert. 1931 zogen sie mit ihren Kindern Marga (* 1915) und Günter (* 1919) in die Eduard-Lucas-Straße 42. Marga emigrierte 1936 nach England und heiratete 1938 dort. Während der Novemberpogrome 1938 wurden Teile des Geschäfts und Lagers von Salomon und Berta Heilbrunn zerstört. Günter Heilbrunn emigrierte Anfang 1939 nach Palästina. Das Geschäft musste aufgegeben werden, die Häuser Eduard-Lucas-Straße 42 und 44 mussten 1938 verkauft werden, dennoch wohnten Salomon und Berta Heilbrunn bis 1941 weiter dort, bevor sie in das „Judenhaus“ Emmastraße 57 umziehen mussten. Am 21. Juli 1942 wurden sie nach Theresienstadt deportiert und schließlich am 15. Mai 1944 in Auschwitz ermordet. |
| Emmastraße 22 ·                           | 8. Okt. 2020 | HIER WOHNTE LEO LEISER FERNBACH JG. 1868 'POLENAKTION' 1938 BENTSCHEN/ZBASZYN ERMORDET IM BESETZTEN POLEN                                                                    |      | Anna Finger (geborene Fernbach; * 31. März 1899 in Essen), Tochter von Leo Leiser Fernbach (* 10. April 1868 in Kolomyja) und Ehefrau von Hermann Finger (* 18. Dezember 1891 in Czernowitz) hatte mehrere Kinder, darunter auch ihre Tochter Ruth Finger (verheiratete Rosenwald; * 11. November 1919 in Essen). Leiser Fernbach wurde im Zuge der „Polenaktion“ Ende 1938 nach Polen ausgewiesen. Hermann und Anna Finger gelang mit ihren Kindern Manfred, Edmund und Ruth Finger kurze Zeit vorher die Flucht über England in die USA. |
| Emmastraße 22 ·                           | 8. Okt. 2020 | HIER WOHNTE HERMANN FINGER JG. 1891 FLUCHT 1938 USA |      | Anna Finger (geborene Fernbach; * 31. März 1899 in Essen), Tochter von Leo Leiser Fernbach (* 10. April 1868 in Kolomyja) und Ehefrau von Hermann Finger (* 18. Dezember 1891 in Czernowitz) hatte mehrere Kinder, darunter auch ihre Tochter Ruth Finger (verheiratete Rosenwald; * 11. November 1919 in Essen). Leiser Fernbach wurde im Zuge der „Polenaktion“ Ende 1938 nach Polen ausgewiesen. Hermann und Anna Finger gelang mit ihren Kindern Manfred, Edmund und Ruth Finger kurze Zeit vorher die Flucht über England in die USA. |
| Emmastraße 22 ·                           | 8. Okt. 2020 | HIER WOHNTE ANNA FINGER GEB. FERNBACH JG. 1899 FLUCHT 1938 USA |      | Anna Finger (geborene Fernbach; * 31. März 1899 in Essen), Tochter von Leo Leiser Fernbach (* 10. April 1868 in Kolomyja) und Ehefrau von Hermann Finger (* 18. Dezember 1891 in Czernowitz) hatte mehrere Kinder, darunter auch ihre Tochter Ruth Finger (verheiratete Rosenwald; * 11. November 1919 in Essen). Leiser Fernbach wurde im Zuge der „Polenaktion“ Ende 1938 nach Polen ausgewiesen. Hermann und Anna Finger gelang mit ihren Kindern Manfred, Edmund und Ruth Finger kurze Zeit vorher die Flucht über England in die USA. |
| Emmastraße 22 ·                           | 8. Okt. 2020 | HIER WOHNTE RUTH FINGER VERH. ROSENWALD JG. 1919 FLUCHT 1938 USA |      | Anna Finger (geborene Fernbach; * 31. März 1899 in Essen), Tochter von Leo Leiser Fernbach (* 10. April 1868 in Kolomyja) und Ehefrau von Hermann Finger (* 18. Dezember 1891 in Czernowitz) hatte mehrere Kinder, darunter auch ihre Tochter Ruth Finger (verheiratete Rosenwald; * 11. November 1919 in Essen). Leiser Fernbach wurde im Zuge der „Polenaktion“ Ende 1938 nach Polen ausgewiesen. Hermann und Anna Finger gelang mit ihren Kindern Manfred, Edmund und Ruth Finger kurze Zeit vorher die Flucht über England in die USA. |
| Kortumstraße 51 ·                         | 12. Okt. 2007 | HIER WOHNTE MARTIN HERZFELD JG. 1889 FLUCHT 1934 HOLLAND INTERNIERT WESTERBORK TOT 20.2.1945                                                                                 |      | Martin Herzfeld (* 6. Februar 1889 in Bochum) flüchtete bereits 1934 in die Niederlande. Nachdem 1939 der Zweite Weltkrieg ausgebrochen war, wurden im Mai 1940 die Benelux-Länder überfallen. Martin Herzfeld wurde im Durchgangslager Westerbork interniert und starb dort am 20. Februar 1945. |
| Kortumstraße 55 ·                         | 8. Dez. 2018 | HIER WOHNTE FRANZ PETER WEYL JG. 1917 FLUCHT 1936 HOLLAND INTERNIERT WESTERBORK DEPORTIERT 1944 AUSCHWITZ GROSS-ROSEN ERMORDET 20.3.1945 DACHAU                              |      | Franz Peter Weyl (* 29. Oktober 1917 in Essen), Sohn von Willy und Gertrud Weyl, geborene Löwenstein, absolvierte, nachdem er 1933 die Schule abgeschlossen hatte, ein Volontariat bei der Firma Nobelt in den Niederlanden, in die er 1936 schließlich übersiedelte. Bis zum Überfall auf die Niederlande, Belgien und Luxemburg arbeitete er bei Nobelt, danach musste er versteckt leben und wurde am 6. Juni 1944 in seinem Versteck verhaftet und in das Durchgangslager Westerbork deportiert. Am 3. September 1944 kam er nach Auschwitz, dann über Groß-Rosen am 28. Januar 1945 ins KZ Dachau. Am 20. März 1945 wurde Franz Peter Weyl in Dachau ermordet. |
| Moorenstraße 14 ·                         | 20. Sep. 2004 | HIER WOHNTE HERMANN BACHRACH JG. 1880 DEPORTIERT 1942 ERMORDET IN IZBICA |      | Hermann Bachrach (* 10. März 1880 in Ziegenhain) und seine Frau Jenny Bachrach, geborene Rosendahl (* 1. September 1881 in Mastholte) hatten einen Sohn, der im Alter von 20 Jahren an einer Lungenentzündung starb. Hermann Bachrach leitete zusammen mit seinem Schwager Hermann Rosendahl das Möbelgeschäft „Rosendahl und Bachrach“, kurz „RoBa“. Hermann und Jenny Bachrach adoptierten 1927, direkt nach dem Tod ihres Sohnes, ein sechs Monate altes Waisenmädchen. Im Laufe der 1930er Jahre verschlechterte sich die wirtschaftliche Lage der Familie aufgrund der politischen Situation, 1938 wurde das Unternehmen zwangsverkauft, für ihre Tochter Eva erreichten sie die Flucht nach Palästina. Jenny und Hermann Bachrach selbst gelang diese Flucht nicht mehr. Sie wurden am 22. April 1942 nach Izbica deportiert, wo sie an einem unbekannten Datum ermordet wurden. |
| Moorenstraße 14 ·                         | 20. Sep. 2004 | HIER WOHNTE JENNY BACHRACH GEB. ROSENDAHL JG. 1881 DEPORTIERT 1942 ERMORDET IN IZBICA                                                                                        |      | Hermann Bachrach (* 10. März 1880 in Ziegenhain) und seine Frau Jenny Bachrach, geborene Rosendahl (* 1. September 1881 in Mastholte) hatten einen Sohn, der im Alter von 20 Jahren an einer Lungenentzündung starb. Hermann Bachrach leitete zusammen mit seinem Schwager Hermann Rosendahl das Möbelgeschäft „Rosendahl und Bachrach“, kurz „RoBa“. Hermann und Jenny Bachrach adoptierten 1927, direkt nach dem Tod ihres Sohnes, ein sechs Monate altes Waisenmädchen. Im Laufe der 1930er Jahre verschlechterte sich die wirtschaftliche Lage der Familie aufgrund der politischen Situation, 1938 wurde das Unternehmen zwangsverkauft, für ihre Tochter Eva erreichten sie die Flucht nach Palästina. Jenny und Hermann Bachrach selbst gelang diese Flucht nicht mehr. Sie wurden am 22. April 1942 nach Izbica deportiert, wo sie an einem unbekannten Datum ermordet wurden. |
| Moorenstraße 14 ·                         | 7. Juli 2006 | HIER WOHNTE MINNA BENDERSKI JG. 1867 DEPORTIERT 1942 ERMORDET IN THERESIENSTADT                                                                                              |      | Mina Benderski, geborene Meyer (* 21. Juni 1867 in Czernowitz) heiratete in den 1880er Jahren ihren Mann Nachum in Odessa. Sie hatten zwei Kinder: Rosa „Rahel“ Benderski, verheiratete Langer (* 5. August 1889 in Odessa) und einen Sohn, der während des Ersten Weltkriegs im Kaukasus verschollen ging. Nachum Benderski starb früh, Mina Benderski zog 1927 zu ihrer Tochter nach Gleiwitz. Erich Langer (* 16. August 1882 in Gleiwitz) war Landgerichtsrat und heiratete am 2. Mai 1922 Rosa Benderski. Das Paar hatte einen Sohn: Klaus „Jakov“ Benderski (* 12. April 1924). 1928 wurde Erich Langer zum Landgericht Wiesbaden versetzt. 1933 schützte ihn zunächst das Frontkämpferprivileg vor der Entlassung aus dem Beamtentum, jedoch wurde er zum Amtsgerichtsrat zurückgestuft und nach Gelsenkirchen-Buer versetzt, 1935 schließlich zwangspensioniert. Die Familie zog mit Mina Benderski in die Moorenstraße 12. Erich Langer wurde während der Novemberpogrome 1938 festgenommen und für zwei Wochen inhaftiert, die Wohnung wurde verwüstet. Sohn Klaus gelang 1939 die Ausreise über Dänemark nach Palästina. Rosa Langer starb am 8. September 1941 im Krankenhaus Huyssens-Stiftung nach kurzer, schwerer Krankheit. Erich Langer wurde am 22. April 1942 nach Izbica deportiert, Mina Benderski wurde am 21. Juli 1942 zunächst ins KZ Theresienstadt und am 21. September 1942 ins Vernichtungslager Treblinka transportiert. |
| Moorenstraße 14 ·                         | 7. Juli 2006 | HIER WOHNTE ERICH LANGER JG. 1882 DEPORTIERT 1942 ERMORDET IN THERESIENSTADT                                                                                                 |      | Mina Benderski, geborene Meyer (* 21. Juni 1867 in Czernowitz) heiratete in den 1880er Jahren ihren Mann Nachum in Odessa. Sie hatten zwei Kinder: Rosa „Rahel“ Benderski, verheiratete Langer (* 5. August 1889 in Odessa) und einen Sohn, der während des Ersten Weltkriegs im Kaukasus verschollen ging. Nachum Benderski starb früh, Mina Benderski zog 1927 zu ihrer Tochter nach Gleiwitz. Erich Langer (* 16. August 1882 in Gleiwitz) war Landgerichtsrat und heiratete am 2. Mai 1922 Rosa Benderski. Das Paar hatte einen Sohn: Klaus „Jakov“ Benderski (* 12. April 1924). 1928 wurde Erich Langer zum Landgericht Wiesbaden versetzt. 1933 schützte ihn zunächst das Frontkämpferprivileg vor der Entlassung aus dem Beamtentum, jedoch wurde er zum Amtsgerichtsrat zurückgestuft und nach Gelsenkirchen-Buer versetzt, 1935 schließlich zwangspensioniert. Die Familie zog mit Mina Benderski in die Moorenstraße 12. Erich Langer wurde während der Novemberpogrome 1938 festgenommen und für zwei Wochen inhaftiert, die Wohnung wurde verwüstet. Sohn Klaus gelang 1939 die Ausreise über Dänemark nach Palästina. Rosa Langer starb am 8. September 1941 im Krankenhaus Huyssens-Stiftung nach kurzer, schwerer Krankheit. Erich Langer wurde am 22. April 1942 nach Izbica deportiert, Mina Benderski wurde am 21. Juli 1942 zunächst ins KZ Theresienstadt und am 21. September 1942 ins Vernichtungslager Treblinka transportiert. |
| Moorenstraße 21 ·                         | | HIER WOHNTE DR. MAX JONAS JG. 1884 UNFREIWILLIG VERZOGEN 1934 BERLIN DEPORTIERT 1943 THERESIENSTADT ERMORDET                                                                 |      | |
| Moorenstraße 21 ·                         | HIER WOHNTE EDDA JONAS GEB. ROSENFELDER JG. 1904 UNFREIWILLIG VERZOGEN 1934 BERLIN 1942 MÜNCHEN VERSTECKT GELEBT MIT HILFE ÜBERLEBT | |      | |
| Moorenstraße 21 ·                         | HIER WOHNTE KLAUS JONAS JG. 1928 UNFREIWILLIG VERZOGEN 1934 BERLIN KINDERTRANSPORT 1939 ENGLAND                                     | |      | |
| Moorenstraße 21 ·                         | HIER WOHNTE GERT JONAS JG. 1928 UNFREIWILLIG VERZOGEN 1934 BERLIN KINDERTRANSPORT 1939 ENGLAND                                      | |      | |
| Moorenstraße 35 ·                         | 21. Nov. 2016 | HIER WOHNTE DR. NORBERT N. ROSENBERG JG. 1869 BERUFSVERBOT 1938 FLUCHT 1939 URUGUAY                                                                                          |      | Dr. Norbert Nathan Rosenberg (* 9. Januar 1869 in Essen) war Rechtsanwalt und Notar. Er vertrat als Rechtsanwalt Revolutionäre des Ruhraufstands. Nach der Machtergreifung 1933 konnte er seinen Beruf nicht weiter ausführen. Mit seiner Frau Anna Rosenberg (geborene Langstadt; * 24. Januar 1881 in Menden i. W.) hatte er den Sohn Werner Rosenberg (* 28. April 1903 in Essen). Dieser war Verkäufer bei Theodor Althoff und emigrierte 1936 nach Montevideo. 1939 konnten Nathan Rosenberg und seine Frau Anna folgen. 1954 kehrte Norbert Nathan Rosenberg zurück nach Essen wo er am 20. Mai 1955 verstarb. |
| Moorenstraße 35 ·                         | 21. Nov. 2016 | HIER WOHNTE WERNER ROSENBERG JG. 1903 FLUCHT 1936 URUGUAY |      | Dr. Norbert Nathan Rosenberg (* 9. Januar 1869 in Essen) war Rechtsanwalt und Notar. Er vertrat als Rechtsanwalt Revolutionäre des Ruhraufstands. Nach der Machtergreifung 1933 konnte er seinen Beruf nicht weiter ausführen. Mit seiner Frau Anna Rosenberg (geborene Langstadt; * 24. Januar 1881 in Menden i. W.) hatte er den Sohn Werner Rosenberg (* 28. April 1903 in Essen). Dieser war Verkäufer bei Theodor Althoff und emigrierte 1936 nach Montevideo. 1939 konnten Nathan Rosenberg und seine Frau Anna folgen. 1954 kehrte Norbert Nathan Rosenberg zurück nach Essen wo er am 20. Mai 1955 verstarb. |
| Moorenstraße 35 ·                         | 21. Nov. 2016 | HIER WOHNTE ANNA ROSENBERG GEB. LANGSTADT JG. 1881 FLUCHT 1939 URUGUAY |      | Dr. Norbert Nathan Rosenberg (* 9. Januar 1869 in Essen) war Rechtsanwalt und Notar. Er vertrat als Rechtsanwalt Revolutionäre des Ruhraufstands. Nach der Machtergreifung 1933 konnte er seinen Beruf nicht weiter ausführen. Mit seiner Frau Anna Rosenberg (geborene Langstadt; * 24. Januar 1881 in Menden i. W.) hatte er den Sohn Werner Rosenberg (* 28. April 1903 in Essen). Dieser war Verkäufer bei Theodor Althoff und emigrierte 1936 nach Montevideo. 1939 konnten Nathan Rosenberg und seine Frau Anna folgen. 1954 kehrte Norbert Nathan Rosenberg zurück nach Essen wo er am 20. Mai 1955 verstarb. |
| Ratsherrnweg 11 ·                         | 7. Juli 2006 | HIER WOHNTE JAKOB ISSAK GOLDBERGER JG. 1886 DEPORTIERT 1941 ERMORDET IN MINSK                                                                                                |      | Jakob Goldberger (* 21. April 1886 in Königshütte) und seine Frau Claire Goldberger, geborene Meyer (* 28. Juli 1908 in Wawern) wurden am 10. November 1941 ins Ghetto Minsk deportiert. Jakob Goldberger war wahrscheinlich davor auch im KZ Dachau inhaftiert. Während der Novemberpogrome 1938 wurden tausende jüdische Männer über Wochen, manchmal Monate im KZ Dachau inhaftiert und gefoltert. Jakob und Claire Goldberger starben 1941 im Ghetto Minsk. |
| Ratsherrnweg 11 ·                         | 7. Juli 2006 | HIER WOHNTE CLAIRE GOLDBERGER GEB. MEYER JG. 1908 DEPORTIERT 1941 ERMORDET IN MINSK                                                                                          |      | Jakob Goldberger (* 21. April 1886 in Königshütte) und seine Frau Claire Goldberger, geborene Meyer (* 28. Juli 1908 in Wawern) wurden am 10. November 1941 ins Ghetto Minsk deportiert. Jakob Goldberger war wahrscheinlich davor auch im KZ Dachau inhaftiert. Während der Novemberpogrome 1938 wurden tausende jüdische Männer über Wochen, manchmal Monate im KZ Dachau inhaftiert und gefoltert. Jakob und Claire Goldberger starben 1941 im Ghetto Minsk. |
| Rosastraße 83 ·                           | 8. Okt. 2020 | HIER LERNTE KURT STIEFEL JG. 1910 DEPORTIERT 1941 ŁODZ/LITZMANNSTADT 1944 AUSCHWITZ ERMORDET                                                                                 |      | Kurt Stiefel (* 5. April 1910 in Duisburg) war der Sohn des Kaufmanns Siegfried Stiefel und seiner Frau Berta Stiefel geborene Wertheim. Nach dem Abitur am Helmholtz-Gymnasium Essen studierte Kurt Stiefel Medizin. Er konnte sein Staatsexamen 1936 jedoch nicht ablegen, da er nach den Nürnberger Gesetzen faktisch unter Berufsverbot stand. Daraufhin war er im Geschäft seiner Mutter tätig und hat ab 1937 bei ihr und seiner Schwester Edith in der Herwarthstraße 115 gewohnt. Edith Stiefel konnte im Januar 1940 in die USA ausreisen. Kurt Stiefel hat am 23. Oktober 1941 seine Frau Hannelore Pels geheiratet. Nur wenige Tage später wurden Kurt Stiefel, seine Frau Hannelore und seine Mutter Berta am 27. Oktober 1941 ins Ghetto Litzmannstadt deportiert. Im August 1944 wurde er im Vernichtungslager Auschwitz ermordet. Seine Mutter Berta wurde im September 1942 im Vernichtungslager Kulmhof ermordet, ebenso seine Frau Hannelore im Juli 1944. |
| Rüttenscheider Straße 77 ·                | 27. Nov. 2006 | HIER WOHNTE ILSE HANAUER JG. 1921 DEPORTIERT 1941 ERMORDET IN ŁODZ |      | Else Hanauer, geborene Lenneberg (* 3. Dezember 1889 in Iserlohn) heiratete 1920 Sally Hanauer, zog nach Rüttenscheid und eröffnete ein Textilgeschäft. Das Paar hatte zwei Töchter: Ilse Hanauer (* 3. Juni 1921 in Essen) und Lotte Hanauer (* 28. Oktober 1922 in Essen). 1937 starb Sally Hanauer und die Familie war gezwungen, in die Hufelandstraße umzuziehen. Else Hanauer bemühte sich um die Ausreise ihrer Töchter, von der nur die jüngere erfolgreich ausreisen konnte. Lotte Hanauer reiste 1939 nach Palästina aus. Ilse und Else Hanauer mussten mehrfach umziehen. Ilse Hanauer wurde am 21. April 1941 von der Immelmannstraße 67 ins Ghetto Litzmannstadt deportiert. Im August 1944 wurde sie im Vernichtungslager Auschwitz ermordet. Else Hanauer wurde am 13. Dezember 1941 von Bünde zunächst ins Ghetto Riga deportiert und am 1. Oktober 1944 ins KZ Stutthof transportiert, wo sie am 21. Dezember 1944 ermordet wurde. |
| Rüttenscheider Straße 77 ·                | 27. Nov. 2006 | HIER WOHNTE ELSE HANAUER JG. 1889 DEPORTIERT FÜR TOT ERKLÄRT |      | Else Hanauer, geborene Lenneberg (* 3. Dezember 1889 in Iserlohn) heiratete 1920 Sally Hanauer, zog nach Rüttenscheid und eröffnete ein Textilgeschäft. Das Paar hatte zwei Töchter: Ilse Hanauer (* 3. Juni 1921 in Essen) und Lotte Hanauer (* 28. Oktober 1922 in Essen). 1937 starb Sally Hanauer und die Familie war gezwungen, in die Hufelandstraße umzuziehen. Else Hanauer bemühte sich um die Ausreise ihrer Töchter, von der nur die jüngere erfolgreich ausreisen konnte. Lotte Hanauer reiste 1939 nach Palästina aus. Ilse und Else Hanauer mussten mehrfach umziehen. Ilse Hanauer wurde am 21. April 1941 von der Immelmannstraße 67 ins Ghetto Litzmannstadt deportiert. Im August 1944 wurde sie im Vernichtungslager Auschwitz ermordet. Else Hanauer wurde am 13. Dezember 1941 von Bünde zunächst ins Ghetto Riga deportiert und am 1. Oktober 1944 ins KZ Stutthof transportiert, wo sie am 21. Dezember 1944 ermordet wurde. |
| Rüttenscheider Straße 214                 | 30. April 2024 | HIER WOHNTE MARGARETHE NEUREUTER JG. 1925 1835 KINDERANSTALT BONN PFLEGEANSTALR SCHEUERN VERLEGT 1.4.1941 HADAMAR ERMORDET 1.4.1941 AKTION T4                                |      | |
| Vöcklinghauser Straße 15 ·                | 19. Dez. 2017 | HIER WOHNTE ALFRED HITZ JG. 1908 IM WIDERSTAND/SPD VERHAFTET 24.6.1935 GEFÄNGNIS DUISBURG GEFOLTERT 4.7.1935 AKTENVERMERK: ERHÄNGT AUFGEFUNDEN 4.7.1935 UMSTÄNDE NIE GEKLÄRT |      | Alfred Hitz (* 21. Juni 1908 in Essen) zog im Alter von zehn Jahren mit seiner Familie nach Duisburg-Rheinhausen und arbeitete später als Bergmann in Rheinhausen. Er engagierte sich im „Alten Bergarbeiterverband“, war Mitglied in der SPD und später beim „Reichsbanner Schwarz-Rot-Gold“ aktiv. Obwohl Parteien wie die SPD nach der Machtergreifung verboten waren, arbeitete er auch nach 1933 politisch für die Partei und war Teil der Gruppe um Hermann Runge. Nachdem zahlreiche Personen am 1. Mai 1935 bei illegalen Maifeiern festgenommen worden waren, wurde auch Alfred Hitz am 24. Juni 1935 von der Gestapo verhaftet und gefoltert. Ziel der „Vernehmungen“ war es, weitere Mitglieder des Widerstandes aufzudecken. Am 4. Juli 1935 wurde Alfred Hitz erhängt in seiner Zelle aufgefunden. In der Straße Grabenacker 122 in Duisburg-Rheinhausen wurde 2013 ein weiterer Stolperstein verlegt. Dieser wurde 2015 entwendet und später wiederhergestellt. Zudem ist ein Platz und eine Schule nach ihm benannt. |
| Von-Einem-Straße 7 ·                      | 28. Apr. 2015 | HIER WOHNTE ROLF RISSE JG. 1920 STUDIENVERBOT 1940 MIT HILFE BEFREIT/ÜBERLEBT                                                                                                |      | Das Ehepaar Emil Risse und Julie Risse, geborene Salomon (* 7. Oktober 1893 in Erkelenz) mit den Kindern Rolf (* 8. April 1920) und Ruth Risse, verheiratete Hudon (* 25. Mai 1922) zog am 6. Januar 1936 in die Ortrudstraße 7, 1937 umbenannt in Von-Einem-Straße. Julie Risse wurde im September 1944 von der Gestapo „übersehen“, da sie mit dem nicht-jüdischen Emil Risse verheiratet war. Nachdem sie durch Denunziation gemeldet wurde, hat man Julie Risse am 21. Februar 1945 festgenommen und am 4. April bei einer Massenexekution im Dortmunder Rombergpark erschossen. Ruth und Rolf Risse wurde aufgrund ihrer „halbjüdischen Herkunft“ ein Studium versagt. Rolf Risse wurde 1938 zum Reichsarbeitsdienst und später zum Militär eingezogen. Er kehrte 1940 nach Essen zurück und arbeitete bis zum Ende des Zweiten Weltkriegs in einer Lebensmittelgroßhandlung. Ruth Risse heiratete nach dem Krieg und zog nach Großbritannien. Emil Risse zeigte den Mord an seiner Frau an. Die nach dem Krieg stattgefundenen Ermittlungen zu den Massenexekutionen der Dortmunder Gestapo brachten es bis 1952 zu 27 Anklagen, davon 15 Freisprüchen. Zwischen März und April 1945 gab es mindestens zehn Massenexekutionen von etwa 300 Opfern. |
| Von-Einem-Straße 7 ·                      | 28. Apr. 2015 | HIER WOHNTE JULIE RISSE GEB. SALOMON JG. 1893 DENUNZIERT VERHAFTET 21.2.1945 VON GESTAPO ERMORDET 6.4.1945 ROMBERGPARK DORTMUND                                              |      | Das Ehepaar Emil Risse und Julie Risse, geborene Salomon (* 7. Oktober 1893 in Erkelenz) mit den Kindern Rolf (* 8. April 1920) und Ruth Risse, verheiratete Hudon (* 25. Mai 1922) zog am 6. Januar 1936 in die Ortrudstraße 7, 1937 umbenannt in Von-Einem-Straße. Julie Risse wurde im September 1944 von der Gestapo „übersehen“, da sie mit dem nicht-jüdischen Emil Risse verheiratet war. Nachdem sie durch Denunziation gemeldet wurde, hat man Julie Risse am 21. Februar 1945 festgenommen und am 4. April bei einer Massenexekution im Dortmunder Rombergpark erschossen. Ruth und Rolf Risse wurde aufgrund ihrer „halbjüdischen Herkunft“ ein Studium versagt. Rolf Risse wurde 1938 zum Reichsarbeitsdienst und später zum Militär eingezogen. Er kehrte 1940 nach Essen zurück und arbeitete bis zum Ende des Zweiten Weltkriegs in einer Lebensmittelgroßhandlung. Ruth Risse heiratete nach dem Krieg und zog nach Großbritannien. Emil Risse zeigte den Mord an seiner Frau an. Die nach dem Krieg stattgefundenen Ermittlungen zu den Massenexekutionen der Dortmunder Gestapo brachten es bis 1952 zu 27 Anklagen, davon 15 Freisprüchen. Zwischen März und April 1945 gab es mindestens zehn Massenexekutionen von etwa 300 Opfern. |
| Von-Einem-Straße 7 ·                      | 28. Apr. 2015 | HIER WOHNTE RUTH RISSE VERH. HUDSON JG. 1922 STUDIENVERBOT 1940 MIT HILFE BEFREIT/ÜBERLEBT                                                                                   |      | Das Ehepaar Emil Risse und Julie Risse, geborene Salomon (* 7. Oktober 1893 in Erkelenz) mit den Kindern Rolf (* 8. April 1920) und Ruth Risse, verheiratete Hudon (* 25. Mai 1922) zog am 6. Januar 1936 in die Ortrudstraße 7, 1937 umbenannt in Von-Einem-Straße. Julie Risse wurde im September 1944 von der Gestapo „übersehen“, da sie mit dem nicht-jüdischen Emil Risse verheiratet war. Nachdem sie durch Denunziation gemeldet wurde, hat man Julie Risse am 21. Februar 1945 festgenommen und am 4. April bei einer Massenexekution im Dortmunder Rombergpark erschossen. Ruth und Rolf Risse wurde aufgrund ihrer „halbjüdischen Herkunft“ ein Studium versagt. Rolf Risse wurde 1938 zum Reichsarbeitsdienst und später zum Militär eingezogen. Er kehrte 1940 nach Essen zurück und arbeitete bis zum Ende des Zweiten Weltkriegs in einer Lebensmittelgroßhandlung. Ruth Risse heiratete nach dem Krieg und zog nach Großbritannien. Emil Risse zeigte den Mord an seiner Frau an. Die nach dem Krieg stattgefundenen Ermittlungen zu den Massenexekutionen der Dortmunder Gestapo brachten es bis 1952 zu 27 Anklagen, davon 15 Freisprüchen. Zwischen März und April 1945 gab es mindestens zehn Massenexekutionen von etwa 300 Opfern. |
| Von-Einem-Straße 36 ·                     | 28. Apr. 2015 | HIER WOHNTE ADOLF ABRAHAM OPPENHEIMER JG. 1876 DEPORTIERT 1941 ŁODZ/LITZMANNSTADT ERMORDET 14.5.1942 CHELMNO/KULMHOF                                                         |      | Die jüdische Familie Oppenheimer, bestehend aus Vater Adolf Abraham Oppenheimer (* 25. Januar 1876 in Esens), seiner Frau Paula Oppenheimer, geborene Mathias (* 21. Mai 1876 in Borgentreich) und den Kindern Walter (* 5. Mai 1911 in Gladbeck) und Grete Oppenheimer, verheiratete Callmann (* 15. Dezember 1913 in Gladbeck), zog am 17. Juli 1933 von Gladbeck in die Ortrudstraße 36, 1937 umbenannt in Von-Einem-Straße. Adolf Abraham Oppenheimer war von Anfang des 20. Jahrhunderts bis Mai 1933 Geschäftsführer der Kaufhausfiliale Theodor Althoff in der Gladbecker Hochstraße 23, später Rudolf Karstadt AG. Oppenheimer wurde aufgrund des Boykotts jüdischer Kaufleute 1933 als Geschäftsführer entlassen und betrieb von 1934 bis 1938 die Textilfabrik „Rosenkranz & Co.“, welche in der Pogromnacht 1938 zerstört wurde. Adolf Abraham Oppenheimer wurde vom 9. bis 19. November 1938 in „Schutzhaft“ genommen. Ihm wurde sein Reisepass abgenommen, wodurch er die vorbereitete Flucht in die Niederlande nicht mehr durchführen konnte. Er wurde mit seiner Frau Paula im Oktober 1941 nach Litzmannstadt deportiert und im Mai 1942 schließlich ins Vernichtungslager Kulmhof, wo sie am 14. Mai 1942 ermordet wurden. Walter Oppenheimer flüchtete 1938 in die Niederlande und 1940 weiter in die USA. Grete Oppenheimer heiratete 1938 den Kaufmann Max Callmann. Beide konnten mit der Hilfe von Aracy de Carvalho Guimarães Rosa nach Brasilien emigrieren. Grete Callmann starb am 16. März 2010, Walter Oppenheimer im Mai 1978 in New York. In der Hochstraße in Gladbeck liegt ebenfalls ein Stolperstein für Adolf Abraham Oppenheimer. |
| Von-Einem-Straße 36 ·                     | 28. Apr. 2015 | HIER WOHNTE WALTER OPPENHEIMER JG. 1911 FLUCHT 1938 HOLLAND 1940 USA |      | Die jüdische Familie Oppenheimer, bestehend aus Vater Adolf Abraham Oppenheimer (* 25. Januar 1876 in Esens), seiner Frau Paula Oppenheimer, geborene Mathias (* 21. Mai 1876 in Borgentreich) und den Kindern Walter (* 5. Mai 1911 in Gladbeck) und Grete Oppenheimer, verheiratete Callmann (* 15. Dezember 1913 in Gladbeck), zog am 17. Juli 1933 von Gladbeck in die Ortrudstraße 36, 1937 umbenannt in Von-Einem-Straße. Adolf Abraham Oppenheimer war von Anfang des 20. Jahrhunderts bis Mai 1933 Geschäftsführer der Kaufhausfiliale Theodor Althoff in der Gladbecker Hochstraße 23, später Rudolf Karstadt AG. Oppenheimer wurde aufgrund des Boykotts jüdischer Kaufleute 1933 als Geschäftsführer entlassen und betrieb von 1934 bis 1938 die Textilfabrik „Rosenkranz & Co.“, welche in der Pogromnacht 1938 zerstört wurde. Adolf Abraham Oppenheimer wurde vom 9. bis 19. November 1938 in „Schutzhaft“ genommen. Ihm wurde sein Reisepass abgenommen, wodurch er die vorbereitete Flucht in die Niederlande nicht mehr durchführen konnte. Er wurde mit seiner Frau Paula im Oktober 1941 nach Litzmannstadt deportiert und im Mai 1942 schließlich ins Vernichtungslager Kulmhof, wo sie am 14. Mai 1942 ermordet wurden. Walter Oppenheimer flüchtete 1938 in die Niederlande und 1940 weiter in die USA. Grete Oppenheimer heiratete 1938 den Kaufmann Max Callmann. Beide konnten mit der Hilfe von Aracy de Carvalho Guimarães Rosa nach Brasilien emigrieren. Grete Callmann starb am 16. März 2010, Walter Oppenheimer im Mai 1978 in New York. In der Hochstraße in Gladbeck liegt ebenfalls ein Stolperstein für Adolf Abraham Oppenheimer. |
| Von-Einem-Straße 36 ·                     | 28. Apr. 2015 | HIER WOHNTE PAULA OPPENHEIMER GEB. MATHIAS JG. 1876 DEPORTIERT 1941 ŁODZ/LITZMANNSTADT ERMORDET 14.5.1942 CHELMNO/KULMHOF                                                    |      | Die jüdische Familie Oppenheimer, bestehend aus Vater Adolf Abraham Oppenheimer (* 25. Januar 1876 in Esens), seiner Frau Paula Oppenheimer, geborene Mathias (* 21. Mai 1876 in Borgentreich) und den Kindern Walter (* 5. Mai 1911 in Gladbeck) und Grete Oppenheimer, verheiratete Callmann (* 15. Dezember 1913 in Gladbeck), zog am 17. Juli 1933 von Gladbeck in die Ortrudstraße 36, 1937 umbenannt in Von-Einem-Straße. Adolf Abraham Oppenheimer war von Anfang des 20. Jahrhunderts bis Mai 1933 Geschäftsführer der Kaufhausfiliale Theodor Althoff in der Gladbecker Hochstraße 23, später Rudolf Karstadt AG. Oppenheimer wurde aufgrund des Boykotts jüdischer Kaufleute 1933 als Geschäftsführer entlassen und betrieb von 1934 bis 1938 die Textilfabrik „Rosenkranz & Co.“, welche in der Pogromnacht 1938 zerstört wurde. Adolf Abraham Oppenheimer wurde vom 9. bis 19. November 1938 in „Schutzhaft“ genommen. Ihm wurde sein Reisepass abgenommen, wodurch er die vorbereitete Flucht in die Niederlande nicht mehr durchführen konnte. Er wurde mit seiner Frau Paula im Oktober 1941 nach Litzmannstadt deportiert und im Mai 1942 schließlich ins Vernichtungslager Kulmhof, wo sie am 14. Mai 1942 ermordet wurden. Walter Oppenheimer flüchtete 1938 in die Niederlande und 1940 weiter in die USA. Grete Oppenheimer heiratete 1938 den Kaufmann Max Callmann. Beide konnten mit der Hilfe von Aracy de Carvalho Guimarães Rosa nach Brasilien emigrieren. Grete Callmann starb am 16. März 2010, Walter Oppenheimer im Mai 1978 in New York. In der Hochstraße in Gladbeck liegt ebenfalls ein Stolperstein für Adolf Abraham Oppenheimer. |
| Von-Einem-Straße 36 ·                     | 28. Apr. 2015 | HIER WOHNTE GRETE OPPENHEIMER VERH. CALLMANN JG. 1913 FLUCHT 1938 BRASILIEN                                                                                                  |      | Die jüdische Familie Oppenheimer, bestehend aus Vater Adolf Abraham Oppenheimer (* 25. Januar 1876 in Esens), seiner Frau Paula Oppenheimer, geborene Mathias (* 21. Mai 1876 in Borgentreich) und den Kindern Walter (* 5. Mai 1911 in Gladbeck) und Grete Oppenheimer, verheiratete Callmann (* 15. Dezember 1913 in Gladbeck), zog am 17. Juli 1933 von Gladbeck in die Ortrudstraße 36, 1937 umbenannt in Von-Einem-Straße. Adolf Abraham Oppenheimer war von Anfang des 20. Jahrhunderts bis Mai 1933 Geschäftsführer der Kaufhausfiliale Theodor Althoff in der Gladbecker Hochstraße 23, später Rudolf Karstadt AG. Oppenheimer wurde aufgrund des Boykotts jüdischer Kaufleute 1933 als Geschäftsführer entlassen und betrieb von 1934 bis 1938 die Textilfabrik „Rosenkranz & Co.“, welche in der Pogromnacht 1938 zerstört wurde. Adolf Abraham Oppenheimer wurde vom 9. bis 19. November 1938 in „Schutzhaft“ genommen. Ihm wurde sein Reisepass abgenommen, wodurch er die vorbereitete Flucht in die Niederlande nicht mehr durchführen konnte. Er wurde mit seiner Frau Paula im Oktober 1941 nach Litzmannstadt deportiert und im Mai 1942 schließlich ins Vernichtungslager Kulmhof, wo sie am 14. Mai 1942 ermordet wurden. Walter Oppenheimer flüchtete 1938 in die Niederlande und 1940 weiter in die USA. Grete Oppenheimer heiratete 1938 den Kaufmann Max Callmann. Beide konnten mit der Hilfe von Aracy de Carvalho Guimarães Rosa nach Brasilien emigrieren. Grete Callmann starb am 16. März 2010, Walter Oppenheimer im Mai 1978 in New York. In der Hochstraße in Gladbeck liegt ebenfalls ein Stolperstein für Adolf Abraham Oppenheimer. |
| Von-Einem-Straße 36 ·                     | 28. Apr. 2015 | HIER WOHNTE ARTUR STEIN JG. 1914 FLUCHT 1939 HOLLAND INTERNIERT WESTERBORK DEPORTIERT 1942 AUSCHWITZ ERMORDET 30.9.1942                                                      |      | Artur Stein (* 18. Juni 1914 in Essen) wohnte zwischen 1938 und 1939 an dieser Adresse. Der jüdische Kaufmann flüchtete 1939 in die Niederlande, wurde nach dem Einmarsch der deutschen Truppen 1940 verhaftet und kam ins Durchgangslager Westerbork. 1942 wurde er ins Vernichtungslager Auschwitz deportiert, wo er am 30. August 1942 ermordet wurde. |
| Von-Seeckt-Straße 32 ·                    | 28. Apr. 2015 | HIER WOHNTE ALBERT ELSBERG JG. 1888 DEPORTIERT 1941 MINSK ERMORDET |      | Albert Elsberg (* 20. Januar 1888 in Münster) zog am 1. April 1937 mit seiner Frau Martha „Maria“ Elsberg, geborene van Geldern (* 7. November 1889 in Essen) und seinen Kindern Margret Elsberg, verheiratete Stark (* 10. Mai 1920 in Essen) und Rosegertrud Elsberg, verheiratete Kohn (* 26. Februar 1917) in die Irmgardstraße 32, später umbenannt in Von-Seeckt-Straße 32. Sohn Alfred Elsberg (* 25. Januar 1923 in Essen) zog im Dezember 1938 zurück zu seiner Familie. Rosegertrud konnte am 18. September 1937 in die USA ausreisen, ihre Schwester Margret folgte ihr am 10. Mai 1939 nach. Am 10. November 1941 wurden Albert Elsberg, seine Frau Martha Elsberg und sein Sohn Alfred Elsberg nach Minsk deportiert, wo sie an einem unbekannten Datum ermordet wurden. |
| Von-Seeckt-Straße 32 ·                    | 28. Apr. 2015 | HIER WOHNTE ALFRED ELSBERG JG. 1923 DEPORTIERT 1941 MINSK ERMORDET |      | Albert Elsberg (* 20. Januar 1888 in Münster) zog am 1. April 1937 mit seiner Frau Martha „Maria“ Elsberg, geborene van Geldern (* 7. November 1889 in Essen) und seinen Kindern Margret Elsberg, verheiratete Stark (* 10. Mai 1920 in Essen) und Rosegertrud Elsberg, verheiratete Kohn (* 26. Februar 1917) in die Irmgardstraße 32, später umbenannt in Von-Seeckt-Straße 32. Sohn Alfred Elsberg (* 25. Januar 1923 in Essen) zog im Dezember 1938 zurück zu seiner Familie. Rosegertrud konnte am 18. September 1937 in die USA ausreisen, ihre Schwester Margret folgte ihr am 10. Mai 1939 nach. Am 10. November 1941 wurden Albert Elsberg, seine Frau Martha Elsberg und sein Sohn Alfred Elsberg nach Minsk deportiert, wo sie an einem unbekannten Datum ermordet wurden. |
| Von-Seeckt-Straße 32 ·                    | 28. Apr. 2015 | HIER WOHNTE MARIA ELSBERG GEB. GELDERN JG. 1889 DEPORTIERT 1941 MINSK ERMORDET                                                                                               |      | Albert Elsberg (* 20. Januar 1888 in Münster) zog am 1. April 1937 mit seiner Frau Martha „Maria“ Elsberg, geborene van Geldern (* 7. November 1889 in Essen) und seinen Kindern Margret Elsberg, verheiratete Stark (* 10. Mai 1920 in Essen) und Rosegertrud Elsberg, verheiratete Kohn (* 26. Februar 1917) in die Irmgardstraße 32, später umbenannt in Von-Seeckt-Straße 32. Sohn Alfred Elsberg (* 25. Januar 1923 in Essen) zog im Dezember 1938 zurück zu seiner Familie. Rosegertrud konnte am 18. September 1937 in die USA ausreisen, ihre Schwester Margret folgte ihr am 10. Mai 1939 nach. Am 10. November 1941 wurden Albert Elsberg, seine Frau Martha Elsberg und sein Sohn Alfred Elsberg nach Minsk deportiert, wo sie an einem unbekannten Datum ermordet wurden. |
| Von-Seeckt-Straße 32 ·                    | 28. Apr. 2015 | HIER WOHNTE ROSEGERTUD ELSBERG JG. 1917 FLUCHT 1937 USA |      | Albert Elsberg (* 20. Januar 1888 in Münster) zog am 1. April 1937 mit seiner Frau Martha „Maria“ Elsberg, geborene van Geldern (* 7. November 1889 in Essen) und seinen Kindern Margret Elsberg, verheiratete Stark (* 10. Mai 1920 in Essen) und Rosegertrud Elsberg, verheiratete Kohn (* 26. Februar 1917) in die Irmgardstraße 32, später umbenannt in Von-Seeckt-Straße 32. Sohn Alfred Elsberg (* 25. Januar 1923 in Essen) zog im Dezember 1938 zurück zu seiner Familie. Rosegertrud konnte am 18. September 1937 in die USA ausreisen, ihre Schwester Margret folgte ihr am 10. Mai 1939 nach. Am 10. November 1941 wurden Albert Elsberg, seine Frau Martha Elsberg und sein Sohn Alfred Elsberg nach Minsk deportiert, wo sie an einem unbekannten Datum ermordet wurden. |
| Von-Seeckt-Straße 32 ·                    | 28. Apr. 2015 | HIER WOHNTE MARGRET ELSBERG JG. 1920 FLUCHT 1939 USA |      | Albert Elsberg (* 20. Januar 1888 in Münster) zog am 1. April 1937 mit seiner Frau Martha „Maria“ Elsberg, geborene van Geldern (* 7. November 1889 in Essen) und seinen Kindern Margret Elsberg, verheiratete Stark (* 10. Mai 1920 in Essen) und Rosegertrud Elsberg, verheiratete Kohn (* 26. Februar 1917) in die Irmgardstraße 32, später umbenannt in Von-Seeckt-Straße 32. Sohn Alfred Elsberg (* 25. Januar 1923 in Essen) zog im Dezember 1938 zurück zu seiner Familie. Rosegertrud konnte am 18. September 1937 in die USA ausreisen, ihre Schwester Margret folgte ihr am 10. Mai 1939 nach. Am 10. November 1941 wurden Albert Elsberg, seine Frau Martha Elsberg und sein Sohn Alfred Elsberg nach Minsk deportiert, wo sie an einem unbekannten Datum ermordet wurden. |
| Von-Seeckt-Straße 32 ·                    | 28. Apr. 2015 | HIER WOHNTE EMIL ROMBERG JG. 1876 GEDEMÜTIGT/ENTRECHTET TOT 28.12.1937 |      | Emil Romberg (* 31. August 1876 in Diepholz) zog am 15. Januar 1924 mit seiner Frau Auguste Romberg, geborene Holberg (* 21. Januar 1875 in Herborn) in die Irmgardstraße 32, später umbenannt in Von-Seeckt-Straße 32. Emil Romberg hatte als Soldat im Ersten Weltkrieg gedient, war Mitglied der SPD und der jüdischen Synagogengemeinde. Er besaß das Haus in der Von-Seeckt-Straße 32 und ein Warenhaus in der Rottstraße 25, das sogenannte „ERCO-Haus“ („Emil Romberg und Co.“). Am 12. März 1933 wurde er von der Polizei verhaftet und der Gestapo übergeben, die ihn und andere folterten. Er überschrieb das Wohnhaus in der Von-Seeckt-Straße seiner Frau Auguste Romberg und starb am 28. Dezember 1937. Das Haus wurde später zum „Judenhaus“ deklariert. Zahlreiche Familien wurden gezwungen, hier zu wohnen. Nach schweren Luftangriffen wurde das Haus geräumt und die Bewohner wurden im Frühling 1942 ins Barackenlager Holbeckshof in Essen-Steele umgesiedelt. Auguste Romberg wurde am 21. Juli 1942 in KZ Theresienstadt deportiert und zwei Monate später am 21. September 1942 in das Vernichtungslager Treblinka, wo sie ermordet wurde. |
| Von-Seeckt-Straße 32 ·                    | 28. Apr. 2015 | HIER WOHNTE AUGUSTE ROMBERG GEB. HOLBERG JG. 1875 DEPORTIERT 1942 THERESIENSTADT ERMORDET 21.9.1942 TREBLINKA                                                                |      | Emil Romberg (* 31. August 1876 in Diepholz) zog am 15. Januar 1924 mit seiner Frau Auguste Romberg, geborene Holberg (* 21. Januar 1875 in Herborn) in die Irmgardstraße 32, später umbenannt in Von-Seeckt-Straße 32. Emil Romberg hatte als Soldat im Ersten Weltkrieg gedient, war Mitglied der SPD und der jüdischen Synagogengemeinde. Er besaß das Haus in der Von-Seeckt-Straße 32 und ein Warenhaus in der Rottstraße 25, das sogenannte „ERCO-Haus“ („Emil Romberg und Co.“). Am 12. März 1933 wurde er von der Polizei verhaftet und der Gestapo übergeben, die ihn und andere folterten. Er überschrieb das Wohnhaus in der Von-Seeckt-Straße seiner Frau Auguste Romberg und starb am 28. Dezember 1937. Das Haus wurde später zum „Judenhaus“ deklariert. Zahlreiche Familien wurden gezwungen, hier zu wohnen. Nach schweren Luftangriffen wurde das Haus geräumt und die Bewohner wurden im Frühling 1942 ins Barackenlager Holbeckshof in Essen-Steele umgesiedelt. Auguste Romberg wurde am 21. Juli 1942 in KZ Theresienstadt deportiert und zwei Monate später am 21. September 1942 in das Vernichtungslager Treblinka, wo sie ermordet wurde. |
| Von-Seeckt-Straße 45 ·                    | 28. Apr. 2015 | HIER WOHNTE JULIUS ROSENBERG JG. 1881 FLUCHT 1939 URUGUAY |      | Julius Rosenberg (* 25. Mai 1881 in Hessisch Oldendorf) war verheiratet mit Else Rosenberg (geborene Kaufmann; * 17. August 1891 in Mannheim). Das Ehepaar hatte drei Kinder: Rudolf Rosenberg (* 17. Dezember 1914 in Düsseldorf), Doris Rosenberg (* 15. Juni 1919 in Düsseldorf) und Marianne Rosenberg (* 6. Januar 1931 in Düsseldorf). Julius Rosenberg war Vertreter für Textilwaren. Rudolf Rosenberg wanderte 1933 zunächst nach Frankreich aus und zog 1937 weiter nach Argentinien. Julius und Else Rosenberg verließen Deutschland 1939 zusammen mit ihren Töchtern Marianne und Doris und flohen nach Uruguay. Später zog Julius Rosenberg nach Argentinien zu seinem Sohn Rudolf, der sich inzwischen umbenannt hatte in Rodolfo Henrique Rosenberg-Morel. |
| Von-Seeckt-Straße 45 ·                    | 28. Apr. 2015 | HIER WOHNTE MARIANNE ROSENBERG JG. 1921 FLUCHT 1939 URUGUAY |      | Julius Rosenberg (* 25. Mai 1881 in Hessisch Oldendorf) war verheiratet mit Else Rosenberg (geborene Kaufmann; * 17. August 1891 in Mannheim). Das Ehepaar hatte drei Kinder: Rudolf Rosenberg (* 17. Dezember 1914 in Düsseldorf), Doris Rosenberg (* 15. Juni 1919 in Düsseldorf) und Marianne Rosenberg (* 6. Januar 1931 in Düsseldorf). Julius Rosenberg war Vertreter für Textilwaren. Rudolf Rosenberg wanderte 1933 zunächst nach Frankreich aus und zog 1937 weiter nach Argentinien. Julius und Else Rosenberg verließen Deutschland 1939 zusammen mit ihren Töchtern Marianne und Doris und flohen nach Uruguay. Später zog Julius Rosenberg nach Argentinien zu seinem Sohn Rudolf, der sich inzwischen umbenannt hatte in Rodolfo Henrique Rosenberg-Morel. |
| Von-Seeckt-Straße 45 ·                    | 28. Apr. 2015 | HIER WOHNTE RUDOLF ROSENBERG JG. 1914 FLUCHT 1933 FRANKREICH 1939 URUGUAY |      | Julius Rosenberg (* 25. Mai 1881 in Hessisch Oldendorf) war verheiratet mit Else Rosenberg (geborene Kaufmann; * 17. August 1891 in Mannheim). Das Ehepaar hatte drei Kinder: Rudolf Rosenberg (* 17. Dezember 1914 in Düsseldorf), Doris Rosenberg (* 15. Juni 1919 in Düsseldorf) und Marianne Rosenberg (* 6. Januar 1931 in Düsseldorf). Julius Rosenberg war Vertreter für Textilwaren. Rudolf Rosenberg wanderte 1933 zunächst nach Frankreich aus und zog 1937 weiter nach Argentinien. Julius und Else Rosenberg verließen Deutschland 1939 zusammen mit ihren Töchtern Marianne und Doris und flohen nach Uruguay. Später zog Julius Rosenberg nach Argentinien zu seinem Sohn Rudolf, der sich inzwischen umbenannt hatte in Rodolfo Henrique Rosenberg-Morel. |
| Von-Seeckt-Straße 45 ·                    | 28. Apr. 2015 | HIER WOHNTE ELSE ROSENBERG JG. 1891 FLUCHT 1939 URUGUAY |      | Julius Rosenberg (* 25. Mai 1881 in Hessisch Oldendorf) war verheiratet mit Else Rosenberg (geborene Kaufmann; * 17. August 1891 in Mannheim). Das Ehepaar hatte drei Kinder: Rudolf Rosenberg (* 17. Dezember 1914 in Düsseldorf), Doris Rosenberg (* 15. Juni 1919 in Düsseldorf) und Marianne Rosenberg (* 6. Januar 1931 in Düsseldorf). Julius Rosenberg war Vertreter für Textilwaren. Rudolf Rosenberg wanderte 1933 zunächst nach Frankreich aus und zog 1937 weiter nach Argentinien. Julius und Else Rosenberg verließen Deutschland 1939 zusammen mit ihren Töchtern Marianne und Doris und flohen nach Uruguay. Später zog Julius Rosenberg nach Argentinien zu seinem Sohn Rudolf, der sich inzwischen umbenannt hatte in Rodolfo Henrique Rosenberg-Morel. |
| Von-Seeckt-Straße 45 ·                    | 28. Apr. 2015 | HIER WOHNTE DORIS ROSENBERG JG. 1919 FLUCHT 1939 URUGUAY |      | Julius Rosenberg (* 25. Mai 1881 in Hessisch Oldendorf) war verheiratet mit Else Rosenberg (geborene Kaufmann; * 17. August 1891 in Mannheim). Das Ehepaar hatte drei Kinder: Rudolf Rosenberg (* 17. Dezember 1914 in Düsseldorf), Doris Rosenberg (* 15. Juni 1919 in Düsseldorf) und Marianne Rosenberg (* 6. Januar 1931 in Düsseldorf). Julius Rosenberg war Vertreter für Textilwaren. Rudolf Rosenberg wanderte 1933 zunächst nach Frankreich aus und zog 1937 weiter nach Argentinien. Julius und Else Rosenberg verließen Deutschland 1939 zusammen mit ihren Töchtern Marianne und Doris und flohen nach Uruguay. Später zog Julius Rosenberg nach Argentinien zu seinem Sohn Rudolf, der sich inzwischen umbenannt hatte in Rodolfo Henrique Rosenberg-Morel. |
| Von-Seeckt-Straße 47 ·                    | Feb. 2005 | HIER WOHNTE ARTUR BACHRACH JG. 1868 DEPORTIERT 1942 ERMORDET IN THERESIENSTADT                                                                                               |      | Artur Bachrach (* 1. Oktober 1868 in Hagen) und seine Frau Minna Bachrach, geborene Lipper (* 29. Juni 1884 in Bochum) wurden am 27. April 1942 ins Barackenlager Holbeckshof verschleppt und am 20. Juli 1942 ins Ghetto Theresienstadt deportiert. Am 21. September 1942 wurden sie im Vernichtungslager Treblinka ermordet. |
| Von-Seeckt-Straße 47 ·                    | Feb. 2005 | HIER WOHNTE MINNA BACHRACH GEB. LIPPER JG. 1884 DEPORTIERT 1942 ERMORDET IN THERESIENSTADT                                                                                   |      | Artur Bachrach (* 1. Oktober 1868 in Hagen) und seine Frau Minna Bachrach, geborene Lipper (* 29. Juni 1884 in Bochum) wurden am 27. April 1942 ins Barackenlager Holbeckshof verschleppt und am 20. Juli 1942 ins Ghetto Theresienstadt deportiert. Am 21. September 1942 wurden sie im Vernichtungslager Treblinka ermordet. |
| Von-Seeckt-Straße 47 ·                    | 28. Apr. 2015 | HIER WOHNTE HEINZ 'HENRY' COHEN JG. 1912 FLUCHT 1934 HOLLAND 1937 USA |      | Paul Cohen (* 23. September 1882 in Dortmund) zog am 1. April 1919 mit seiner Frau Berta Cohen, geborene Simon (* 13. Mai 1882 in Krefeld) und seinem Sohn Heinz „Henry“ Cohen (* 31. Mai 1912 in Essen) in die Irmgardstraße 47, die 1937 in Von-Seeckt-Straße umbenannt wurde. Das Geschäft „Paul Cohen, Industriebedarfsartikel“ wurde 1933 liquidiert, danach gründete er mit Max Hüttebräucker die Firma „Max Hüttebräucker GmbH“ für Zement und Baumaschinen. Heinz Cohen absolvierte 1931 sein Abitur am Helmholtz-Gymnasium Essen und studierte von 1931 bis 1933 Jura, bis er „aus rassischen Gründen“ vom Studium ausgeschlossen wurde. Heinz Cohen lebte zunächst in Berlin und konnte 1937 über die Niederlande in die USA emigrieren. Während der Novemberpogrome 1938 wurde die Firma von Paul Cohen geplündert, zerstört und schließlich liquidiert. 1939 flüchtete Paul Cohen nach Brüssel, wurde dort 1942 verhaftet und ins Internierungslager Gurs deportiert. Berta Cohen blieb als einzige in der Von-Seekt-Straße zurück, das Haus wurde nach Beginn des Zweiten Weltkriegs zum „Judenhaus“ erklärt, in welches jüdische Personen zwangsweise einziehen mussten. Nach den ersten schweren Luftangriffen wurde das Haus im April 1942 geräumt und die Einwohner ins Barackenlager Holbeckshof umgesiedelt. Am 15. Juni 1942 wurde Berta Cohen ins Vernichtungslager Sobibor transportiert und ermordet. Paul Cohen starb am 13. Februar 1943 im Internierungslager Gurs und wurde auf dem Friedhof Saint-Paul-de-Fenouillet beigesetzt. Henry Cohen gründete in den USA eine Familie und starb am 14. Februar 1986 an den Folgen seiner Diabeteserkrankung, die eine Nachwirkung seiner Flucht und Verfolgung war. |
| Von-Seeckt-Straße 47 ·                    | 28. Apr. 2015 | HIER WOHNTE PAUL COHEN JG. 1882 FLUCHT 1939 BELGIEN FRANKREICH VERHAFTET 1942 INTERNIERT GURS TOT 13.2.1943                                                                  |      | Paul Cohen (* 23. September 1882 in Dortmund) zog am 1. April 1919 mit seiner Frau Berta Cohen, geborene Simon (* 13. Mai 1882 in Krefeld) und seinem Sohn Heinz „Henry“ Cohen (* 31. Mai 1912 in Essen) in die Irmgardstraße 47, die 1937 in Von-Seeckt-Straße umbenannt wurde. Das Geschäft „Paul Cohen, Industriebedarfsartikel“ wurde 1933 liquidiert, danach gründete er mit Max Hüttebräucker die Firma „Max Hüttebräucker GmbH“ für Zement und Baumaschinen. Heinz Cohen absolvierte 1931 sein Abitur am Helmholtz-Gymnasium Essen und studierte von 1931 bis 1933 Jura, bis er „aus rassischen Gründen“ vom Studium ausgeschlossen wurde. Heinz Cohen lebte zunächst in Berlin und konnte 1937 über die Niederlande in die USA emigrieren. Während der Novemberpogrome 1938 wurde die Firma von Paul Cohen geplündert, zerstört und schließlich liquidiert. 1939 flüchtete Paul Cohen nach Brüssel, wurde dort 1942 verhaftet und ins Internierungslager Gurs deportiert. Berta Cohen blieb als einzige in der Von-Seekt-Straße zurück, das Haus wurde nach Beginn des Zweiten Weltkriegs zum „Judenhaus“ erklärt, in welches jüdische Personen zwangsweise einziehen mussten. Nach den ersten schweren Luftangriffen wurde das Haus im April 1942 geräumt und die Einwohner ins Barackenlager Holbeckshof umgesiedelt. Am 15. Juni 1942 wurde Berta Cohen ins Vernichtungslager Sobibor transportiert und ermordet. Paul Cohen starb am 13. Februar 1943 im Internierungslager Gurs und wurde auf dem Friedhof Saint-Paul-de-Fenouillet beigesetzt. Henry Cohen gründete in den USA eine Familie und starb am 14. Februar 1986 an den Folgen seiner Diabeteserkrankung, die eine Nachwirkung seiner Flucht und Verfolgung war. |
| Von-Seeckt-Straße 47 ·                    | 28. Apr. 2015 | HIER WOHNTE BERTA COHEN GEB. SIMON JG. 1882 DEPORTIERT 1942 IZBICA ERMORDET                                                                                                  |      | Paul Cohen (* 23. September 1882 in Dortmund) zog am 1. April 1919 mit seiner Frau Berta Cohen, geborene Simon (* 13. Mai 1882 in Krefeld) und seinem Sohn Heinz „Henry“ Cohen (* 31. Mai 1912 in Essen) in die Irmgardstraße 47, die 1937 in Von-Seeckt-Straße umbenannt wurde. Das Geschäft „Paul Cohen, Industriebedarfsartikel“ wurde 1933 liquidiert, danach gründete er mit Max Hüttebräucker die Firma „Max Hüttebräucker GmbH“ für Zement und Baumaschinen. Heinz Cohen absolvierte 1931 sein Abitur am Helmholtz-Gymnasium Essen und studierte von 1931 bis 1933 Jura, bis er „aus rassischen Gründen“ vom Studium ausgeschlossen wurde. Heinz Cohen lebte zunächst in Berlin und konnte 1937 über die Niederlande in die USA emigrieren. Während der Novemberpogrome 1938 wurde die Firma von Paul Cohen geplündert, zerstört und schließlich liquidiert. 1939 flüchtete Paul Cohen nach Brüssel, wurde dort 1942 verhaftet und ins Internierungslager Gurs deportiert. Berta Cohen blieb als einzige in der Von-Seekt-Straße zurück, das Haus wurde nach Beginn des Zweiten Weltkriegs zum „Judenhaus“ erklärt, in welches jüdische Personen zwangsweise einziehen mussten. Nach den ersten schweren Luftangriffen wurde das Haus im April 1942 geräumt und die Einwohner ins Barackenlager Holbeckshof umgesiedelt. Am 15. Juni 1942 wurde Berta Cohen ins Vernichtungslager Sobibor transportiert und ermordet. Paul Cohen starb am 13. Februar 1943 im Internierungslager Gurs und wurde auf dem Friedhof Saint-Paul-de-Fenouillet beigesetzt. Henry Cohen gründete in den USA eine Familie und starb am 14. Februar 1986 an den Folgen seiner Diabeteserkrankung, die eine Nachwirkung seiner Flucht und Verfolgung war. |
| Von-Seeckt-Straße 61 ·                    | 28. Apr. 2015 | HIER WOHNTE OTTO PLAUT JG. 1885 FLUCHT 1938 BELGIEN USA |      | Otto Plaut (* 16. August 1885 in Uelzen) und seine Frau Irene Plaut, geborene Michels (* 7. März 1895 in Bochum) zogen 1923 in das Haus Irmgardstraße 61, später umbenannt in Von-Seeckt-Straße. Während der Novemberpogrome 1938 flüchteten sie über Belgien in die USA. |
| Von-Seeckt-Straße 61 ·                    | 28. Apr. 2015 | HIER WOHNTE IRENE PLAUT GEB. MICHELS JG. 1895 FLUCHT 1933 BELGIEN 1938 USA                                                                                                   |      | Otto Plaut (* 16. August 1885 in Uelzen) und seine Frau Irene Plaut, geborene Michels (* 7. März 1895 in Bochum) zogen 1923 in das Haus Irmgardstraße 61, später umbenannt in Von-Seeckt-Straße. Während der Novemberpogrome 1938 flüchteten sie über Belgien in die USA. |
| Witteringstraße / Rüttenscheider Straße · | 31. Jan. 2005 | HIER WOHNTE GEORG FRIEDMANN JG. 1887 SELBSTMORD VOR DER DEPORTATION |      | Georg Friedmann (* 11. März 1887 in Stolz), seine Frau Leonore Friedmann (geborene Strauß; * 17. Dezember 1906 in Wuppertal) und ihre Kinder Hans Albert Friedmann (* 1. Juli 1933 in Essen) und Margit Friedmann (* 26. Februar 1936 in Essen) wohnten in Rüttenscheid. Am 27. April 1942 flüchtete Georg Friedmann in Erwartung einer drohenden Deportation in den Tod. An diesem Tag wurde die Familie ins Barackenlager Holbeckshof umgesiedelt. Zwei Monate später wurde Leonore Friedmann mit ihren Kindern Hans Albert und Margit am 15. Juni 1942 über Düsseldorf ins Vernichtungslager Sobibor transportiert, wo sie ermordet wurden. |
| Witteringstraße / Rüttenscheider Straße · | 21. Sep. 2004 | HIER WOHNTE HANS ALBERT FRIEDMANN JG. 1933 DEPORTIERT 1942 ERMORDET IN IZBICA                                                                                                |      | Georg Friedmann (* 11. März 1887 in Stolz), seine Frau Leonore Friedmann (geborene Strauß; * 17. Dezember 1906 in Wuppertal) und ihre Kinder Hans Albert Friedmann (* 1. Juli 1933 in Essen) und Margit Friedmann (* 26. Februar 1936 in Essen) wohnten in Rüttenscheid. Am 27. April 1942 flüchtete Georg Friedmann in Erwartung einer drohenden Deportation in den Tod. An diesem Tag wurde die Familie ins Barackenlager Holbeckshof umgesiedelt. Zwei Monate später wurde Leonore Friedmann mit ihren Kindern Hans Albert und Margit am 15. Juni 1942 über Düsseldorf ins Vernichtungslager Sobibor transportiert, wo sie ermordet wurden. |
| Witteringstraße / Rüttenscheider Straße · | 29. Juli 2016 | HIER WOHNTE MARGIT FRIEDMANN JG. 1936 DEPORTIERT 1942 ERMORDET IN IZBICA |      | Georg Friedmann (* 11. März 1887 in Stolz), seine Frau Leonore Friedmann (geborene Strauß; * 17. Dezember 1906 in Wuppertal) und ihre Kinder Hans Albert Friedmann (* 1. Juli 1933 in Essen) und Margit Friedmann (* 26. Februar 1936 in Essen) wohnten in Rüttenscheid. Am 27. April 1942 flüchtete Georg Friedmann in Erwartung einer drohenden Deportation in den Tod. An diesem Tag wurde die Familie ins Barackenlager Holbeckshof umgesiedelt. Zwei Monate später wurde Leonore Friedmann mit ihren Kindern Hans Albert und Margit am 15. Juni 1942 über Düsseldorf ins Vernichtungslager Sobibor transportiert, wo sie ermordet wurden. |
| Witteringstraße / Rüttenscheider Straße · | 31. Jan. 2005 | HIER WOHNTE LEONORE FRIEDMANN JG. 1906 DEPORTIERT 1942 ERMORDET IN IZBICA |      | Georg Friedmann (* 11. März 1887 in Stolz), seine Frau Leonore Friedmann (geborene Strauß; * 17. Dezember 1906 in Wuppertal) und ihre Kinder Hans Albert Friedmann (* 1. Juli 1933 in Essen) und Margit Friedmann (* 26. Februar 1936 in Essen) wohnten in Rüttenscheid. Am 27. April 1942 flüchtete Georg Friedmann in Erwartung einer drohenden Deportation in den Tod. An diesem Tag wurde die Familie ins Barackenlager Holbeckshof umgesiedelt. Zwei Monate später wurde Leonore Friedmann mit ihren Kindern Hans Albert und Margit am 15. Juni 1942 über Düsseldorf ins Vernichtungslager Sobibor transportiert, wo sie ermordet wurden. |
| Zweigertstraße 31 ·                       | 7. Juli 2010 | HIER WOHNTE DR.ERNST MENDEL JG. 1895 FLUCHT 1940 USA ÜBERLEBT |      | Isaac Mendel (* 25. Dezember 1859 in Essen) und seine Frau Rosa Mendel, geborene Isaac (* 2. März 1871 in Randerath) hatten einen Sohn, Dr. med. Ernst Mendel (* 1. Mai 1895 in Essen). Ernst Mendel heiratete Jella Mendel, geborene Hochherr (* 5. Oktober 1907 in Eppingen) und bekam die Tochter Ellen Mendel (* 22. September 1935 in Essen). Ernst und Jella Mendel gelang 1940 mit ihrer Tochter Ellen die Flucht in die USA nach New York City. Ernest Mendel starb am 18. Januar 1957, seine Frau Jella Mendel starb am 12. Februar 1970. |
| Zweigertstraße 31 ·                       | 7. Juli 2010 | HIER WOHNTE ELLEN MENDEL JG. 1935 FLUCHT 1940 USA ÜBERLEBT |      | Isaac Mendel (* 25. Dezember 1859 in Essen) und seine Frau Rosa Mendel, geborene Isaac (* 2. März 1871 in Randerath) hatten einen Sohn, Dr. med. Ernst Mendel (* 1. Mai 1895 in Essen). Ernst Mendel heiratete Jella Mendel, geborene Hochherr (* 5. Oktober 1907 in Eppingen) und bekam die Tochter Ellen Mendel (* 22. September 1935 in Essen). Ernst und Jella Mendel gelang 1940 mit ihrer Tochter Ellen die Flucht in die USA nach New York City. Ernest Mendel starb am 18. Januar 1957, seine Frau Jella Mendel starb am 12. Februar 1970. |
| Zweigertstraße 31 ·                       | 7. Juli 2010 | ISAAC MENDEL JG. 1859 GEDEMÜTIGT/ENTRECHTET TOT 29.10.1940 |      | Isaac Mendel (* 25. Dezember 1859 in Essen) und seine Frau Rosa Mendel, geborene Isaac (* 2. März 1871 in Randerath) hatten einen Sohn, Dr. med. Ernst Mendel (* 1. Mai 1895 in Essen). Ernst Mendel heiratete Jella Mendel, geborene Hochherr (* 5. Oktober 1907 in Eppingen) und bekam die Tochter Ellen Mendel (* 22. September 1935 in Essen). Ernst und Jella Mendel gelang 1940 mit ihrer Tochter Ellen die Flucht in die USA nach New York City. Ernest Mendel starb am 18. Januar 1957, seine Frau Jella Mendel starb am 12. Februar 1970. |
| Zweigertstraße 31 ·                       | 7. Juli 2010 | HIER WOHNTE JELLA MENDEL GEB. HOCHHERR JG. 1907 FLUCHT 1940 USA ÜBERLEBT |      | Isaac Mendel (* 25. Dezember 1859 in Essen) und seine Frau Rosa Mendel, geborene Isaac (* 2. März 1871 in Randerath) hatten einen Sohn, Dr. med. Ernst Mendel (* 1. Mai 1895 in Essen). Ernst Mendel heiratete Jella Mendel, geborene Hochherr (* 5. Oktober 1907 in Eppingen) und bekam die Tochter Ellen Mendel (* 22. September 1935 in Essen). Ernst und Jella Mendel gelang 1940 mit ihrer Tochter Ellen die Flucht in die USA nach New York City. Ernest Mendel starb am 18. Januar 1957, seine Frau Jella Mendel starb am 12. Februar 1970. |
| Zweigertstraße 31 ·                       | 7. Juli 2010 | ROSA MENDEL GEB. ISAAC JG. 1874 TOT 21.6.1912 |      | Isaac Mendel (* 25. Dezember 1859 in Essen) und seine Frau Rosa Mendel, geborene Isaac (* 2. März 1871 in Randerath) hatten einen Sohn, Dr. med. Ernst Mendel (* 1. Mai 1895 in Essen). Ernst Mendel heiratete Jella Mendel, geborene Hochherr (* 5. Oktober 1907 in Eppingen) und bekam die Tochter Ellen Mendel (* 22. September 1935 in Essen). Ernst und Jella Mendel gelang 1940 mit ihrer Tochter Ellen die Flucht in die USA nach New York City. Ernest Mendel starb am 18. Januar 1957, seine Frau Jella Mendel starb am 12. Februar 1970. |
| Zweigertstraße 50 ·                       | 24. Jan. 2006 | HIER ARBEITETE DR. SALOMON HEINEMANN JG. 1865 OPFER DES POGROMS 1938 FLUCHT IN DEN TOD MIT LEUCHTGAS TOT 18.11.1938                                                          |      | Salomon Heinemann (* 26. Januar 1865 in Essen) ist das dritte von vier Kindern seiner Eltern Herman und Amalie Heinemann, geborene Cohen. Er absolvierte 1885 sein Abitur am Burggymnasium Essen und studierte Jura an verschiedenen Universitäten. 1891 promovierte er und kehrte als Referendar ins Elternhaus zurück. Im März 1893 verlobte er sich mit Anna Wertheimer, verheiratete Heinemann (* 5. April 1869 in Bielefeld), viertes von sechs Kindern des Seidenfabrikanten Joseph und seiner Frau Jenny Wertheimer, geborene Michaelson. Anna Wertheimer besuchte die städtische Töchterschule in Bielefeld. Sie heiratete am 11. März 1984 Salomon Heinemann in Bielefeld und zog mit ihrem Mann, der inzwischen Rechtsanwalt beim Landgericht Essen war, ins Elternhaus im II. Hagen 25 in Essen. 1912 zogen sie in das neu gebaute Haus am Haumannplatz 1. Anna Heinemann betätigte sich als Schriftstellerin, Solomon Heinemann hatte eine angesehene Rechtsanwaltskanzlei in der Zweigertstraße 50. Die Ehe blieb kinderlos und man entschied sich, die Kunstsammlung im Wert von 40.000 Reichsmark der Stadt Essen im Falle des Todes zu vererben. Salomon Heinemann verlor durch Berufsverbot 1935 sein Notariat. Während der Novemberpogrome 1938 war das Ehepaar nicht zuhause. Als sie zurückkehrten, mussten sie feststellen, dass ihre Wohnung geplündert und zerstört worden war, ihre Kunstsammlung war mit Benzin übergossen und verbrannt worden. Gemeinsam entschloss sich das Ehepaar, aus dem Leben zu scheiden, und versuchte sich mit Leuchtgas zu vergiften. Beide wurden ins Krankenhaus Huyssens-Stiftung eingewiesen, lebensrettende Maßnahmen wurden von den Verwandten des Ehepaares allerdings abgelehnt. Anna Heinemann starb am 14. November 1938 im Alter von 69 Jahren, vier Tage später starb Solomon Heinemann am 18. November 1938 im Alter von 71 Jahren. Beide wurden auf dem jüdischen Segeroth-Friedhof beigesetzt. Die Stolpersteine wurden am 28. Oktober 2016 neu verlegt, da die Inschrift verändert wurde. |
| Zweigertstraße 50 ·                       | 24. Jan. 2006 | ANNA HEINEMANN GEB. WERTHEIMER JG. 1869 OPFER DES POGROMS 1938 GEMEINSAME FLUCHT IN DEN TOD MIT LEUCHTGAS TOT 14.11.1938                                                     |      | Salomon Heinemann (* 26. Januar 1865 in Essen) ist das dritte von vier Kindern seiner Eltern Herman und Amalie Heinemann, geborene Cohen. Er absolvierte 1885 sein Abitur am Burggymnasium Essen und studierte Jura an verschiedenen Universitäten. 1891 promovierte er und kehrte als Referendar ins Elternhaus zurück. Im März 1893 verlobte er sich mit Anna Wertheimer, verheiratete Heinemann (* 5. April 1869 in Bielefeld), viertes von sechs Kindern des Seidenfabrikanten Joseph und seiner Frau Jenny Wertheimer, geborene Michaelson. Anna Wertheimer besuchte die städtische Töchterschule in Bielefeld. Sie heiratete am 11. März 1984 Salomon Heinemann in Bielefeld und zog mit ihrem Mann, der inzwischen Rechtsanwalt beim Landgericht Essen war, ins Elternhaus im II. Hagen 25 in Essen. 1912 zogen sie in das neu gebaute Haus am Haumannplatz 1. Anna Heinemann betätigte sich als Schriftstellerin, Solomon Heinemann hatte eine angesehene Rechtsanwaltskanzlei in der Zweigertstraße 50. Die Ehe blieb kinderlos und man entschied sich, die Kunstsammlung im Wert von 40.000 Reichsmark der Stadt Essen im Falle des Todes zu vererben. Salomon Heinemann verlor durch Berufsverbot 1935 sein Notariat. Während der Novemberpogrome 1938 war das Ehepaar nicht zuhause. Als sie zurückkehrten, mussten sie feststellen, dass ihre Wohnung geplündert und zerstört worden war, ihre Kunstsammlung war mit Benzin übergossen und verbrannt worden. Gemeinsam entschloss sich das Ehepaar, aus dem Leben zu scheiden, und versuchte sich mit Leuchtgas zu vergiften. Beide wurden ins Krankenhaus Huyssens-Stiftung eingewiesen, lebensrettende Maßnahmen wurden von den Verwandten des Ehepaares allerdings abgelehnt. Anna Heinemann starb am 14. November 1938 im Alter von 69 Jahren, vier Tage später starb Solomon Heinemann am 18. November 1938 im Alter von 71 Jahren. Beide wurden auf dem jüdischen Segeroth-Friedhof beigesetzt. Die Stolpersteine wurden am 28. Oktober 2016 neu verlegt, da die Inschrift verändert wurde. |
| Zweigertstraße 52 ·                       | 12. Okt. 2007 | HIER WIRKTE HERMANN FERSE JG. 1881 BERUFSVERBOT 1935 'SCHUTZHAFT' 1938 DEPORTIERT 10.11.1941 MINSK ? ? ?                                                                     |      | Dr. Hermann Ferse (* 15. Januar 1881 in Gelsenkirchen) hatte mit seiner Frau Minna „Mimi“ Ferse (geborene Goldschmidt; * 20. März 1895 in Warburg) zwei Kinder: Ruth (* 1922) und Bernhard (* 1924). Herman Ferse war Ladegerichtsdirektor und als oberster Richter in Essen tätig. 1924 war Gustav Heinemann als Gerichtsreferendar in der Ausbildung bei Hermann Ferse. 1938 hatte Hermann Ferse Palästina besucht, war aber trotz aller Bitten wieder nach Deutschland zurückgekehrt. Die Kinder Ruth und Bernhard flohen aus Deutschland. Ende 1938 mussten Hermann und Minna Ferse die Wohnung in der Langenbeckstraße 42 aufgeben und wurden gezwungen, in „Judenhäusern“ zu wohnen. Zunächst in der Hufelandstraße 23 und ab September 1941 in der Pettenkoferstraße 38. Von dort wurde er zusammen mit seiner Frau am 10. November 1941 ins Ghetto Minsk deportiert. Die Umstände, unter denen er zu Tode kam, sind ungeklärt. |

## Bergerhausen
| Adresse                | Verlegedatum  | Inschrift/Name | Bild | Anmerkung |
| ---------------------- | ------------- | --- | ---- | --- |
| Kunstwerkerstraße 94 · | 20. Okt. 2022 | HIER WOHNTE GERTRUD ZENGERLE JG. 1900 SEIT 1926 VERSCHIEDENE HEILANSTALTEN 'VERLEGT' 7.2.1941 BERNBURG ERMORDET 7.2.1941 'AKTION T4' |      | Gertrud Zengerle (* 15. September 1900 in Wuppertal) war die Tochter von Wilhelm und Helene Zengerle. Am 13. März 1926 wurde sie in die Provinzial-Heil- und Pflegeanstalt Grafenberg eingewiesen. Wenige Monate später wurde sie nach Bedburg-Hau verlegt. 1935 wurde vom medizinischen Leiter der Antrag auf Sterilisation gestellt, welcher vom Erbgesundheitsgerichts Kleve zunächst abgelehnt wurde. Am 8. März 1940 wurde Gertrud Zengerle mittels Sammeltransports nach Brandenburg Görde verlegt. Schließlich wurde sie am 7. Februar 1941 in die Tötungsanstalt Bernburg überstellt wo sie am selben Tag ermordet wurde. |
| Lönsberg 22 ·          | 3. März 2016  | HIER WOHNTE RUTH JACOBS JG. 1910 GEDEMÜTIGT/ENTRECHTET ÜBERLEBT                                                                      |      | Rosalie "Rosa" Jacobs (geborene Goldschmidt; * 28. November 1879 in Idstein) war die Tochter von Moritz und Britta Goldschmidt. Nach ihrer Hochzeit mit Friedrich Wilhelm Jacobs am 27. September 1900 in Idstein zog das Paar nach Essen. Rosalie und Friedrich Wilhelm hatten insgesamt vier Kinder: Paul (* 6. November 1901), Werner (* 30. Dezember 1904), Ilse (* 15. Oktober 1906) und Ruth (* 25. Oktober 1910). Friedrich Wilhelm Jacobs arbeitete als Tiefbauunternehmer für verschiedene Auftraggeber. Die Familie erfuhr mit den Nürnberger Gesetzen ab 1935 immer mehr Verfolgung und Antisemitismus. Ab 1936 erhielt Friedrich Wilhelm keine Aufträge mehr und ihm wurde empfohlen sich von seiner jüdischen Frau scheiden zu lassen. Er starb am 22. Februar 1939 nach mehreren Schlaganfällen. 1941 erhielt die Familie einen anonymen Drohbrief mit dem Hinweis, dass der „Judenstern“ zu tragen sei und „es bald Zeit [ist] vom Lönsberg zu verschwinden“. Ruth Jacobs litt in besonderer Weise unter dem Antisemitismus. Ihr damaliger Verlobter Karl kündigte die Verlobung am 24. Juni 1935 auf mit dem Hinweis auf Ausgrenzungen und Anfeindungen, die ihn zu treffen hätten. Im Mai 1937 versuchte ihr späterer Verlobter Walter vergeblich eine Genehmigung zur Eheschließung zu erwirken. Rosa Jacobs wurde im Oktober 1944 zur Zwangsarbeit der Firma Habämfa (Hallesche Bäckereimaschinen- und Backofen-Fabrik) in Ammendorf zugewiesen. Im Februar 1945 wurde sie von Halle nach Theresienstadt deportiert. Das Joint Distribution Committee legte im September 1947 eine Karteikarte über sie an und dokumentierte damit ihr Überleben. |
| Lönsberg 22 ·          | 3. März 2016  | HIER WOHNTE WERNER JACOBS JG. 1904 ZWANGSARBEIT ORGANISATION TODT VON GESTAPO ÜBERWACHT ÜBERLEBT                                     |      | Rosalie "Rosa" Jacobs (geborene Goldschmidt; * 28. November 1879 in Idstein) war die Tochter von Moritz und Britta Goldschmidt. Nach ihrer Hochzeit mit Friedrich Wilhelm Jacobs am 27. September 1900 in Idstein zog das Paar nach Essen. Rosalie und Friedrich Wilhelm hatten insgesamt vier Kinder: Paul (* 6. November 1901), Werner (* 30. Dezember 1904), Ilse (* 15. Oktober 1906) und Ruth (* 25. Oktober 1910). Friedrich Wilhelm Jacobs arbeitete als Tiefbauunternehmer für verschiedene Auftraggeber. Die Familie erfuhr mit den Nürnberger Gesetzen ab 1935 immer mehr Verfolgung und Antisemitismus. Ab 1936 erhielt Friedrich Wilhelm keine Aufträge mehr und ihm wurde empfohlen sich von seiner jüdischen Frau scheiden zu lassen. Er starb am 22. Februar 1939 nach mehreren Schlaganfällen. 1941 erhielt die Familie einen anonymen Drohbrief mit dem Hinweis, dass der „Judenstern“ zu tragen sei und „es bald Zeit [ist] vom Lönsberg zu verschwinden“. Ruth Jacobs litt in besonderer Weise unter dem Antisemitismus. Ihr damaliger Verlobter Karl kündigte die Verlobung am 24. Juni 1935 auf mit dem Hinweis auf Ausgrenzungen und Anfeindungen, die ihn zu treffen hätten. Im Mai 1937 versuchte ihr späterer Verlobter Walter vergeblich eine Genehmigung zur Eheschließung zu erwirken. Rosa Jacobs wurde im Oktober 1944 zur Zwangsarbeit der Firma Habämfa (Hallesche Bäckereimaschinen- und Backofen-Fabrik) in Ammendorf zugewiesen. Im Februar 1945 wurde sie von Halle nach Theresienstadt deportiert. Das Joint Distribution Committee legte im September 1947 eine Karteikarte über sie an und dokumentierte damit ihr Überleben. |
| Lönsberg 22 ·          | 3. März 2016  | HIER WOHNTE ROSA JACOBS GEB. GOLDSCHMIDT JG. 1879 VERHAFTET 1944 ZWANGSARBEIT HALLE S. DEPORTIERT 1945 THERESIENSTADT BEFREIT        |      | Rosalie "Rosa" Jacobs (geborene Goldschmidt; * 28. November 1879 in Idstein) war die Tochter von Moritz und Britta Goldschmidt. Nach ihrer Hochzeit mit Friedrich Wilhelm Jacobs am 27. September 1900 in Idstein zog das Paar nach Essen. Rosalie und Friedrich Wilhelm hatten insgesamt vier Kinder: Paul (* 6. November 1901), Werner (* 30. Dezember 1904), Ilse (* 15. Oktober 1906) und Ruth (* 25. Oktober 1910). Friedrich Wilhelm Jacobs arbeitete als Tiefbauunternehmer für verschiedene Auftraggeber. Die Familie erfuhr mit den Nürnberger Gesetzen ab 1935 immer mehr Verfolgung und Antisemitismus. Ab 1936 erhielt Friedrich Wilhelm keine Aufträge mehr und ihm wurde empfohlen sich von seiner jüdischen Frau scheiden zu lassen. Er starb am 22. Februar 1939 nach mehreren Schlaganfällen. 1941 erhielt die Familie einen anonymen Drohbrief mit dem Hinweis, dass der „Judenstern“ zu tragen sei und „es bald Zeit [ist] vom Lönsberg zu verschwinden“. Ruth Jacobs litt in besonderer Weise unter dem Antisemitismus. Ihr damaliger Verlobter Karl kündigte die Verlobung am 24. Juni 1935 auf mit dem Hinweis auf Ausgrenzungen und Anfeindungen, die ihn zu treffen hätten. Im Mai 1937 versuchte ihr späterer Verlobter Walter vergeblich eine Genehmigung zur Eheschließung zu erwirken. Rosa Jacobs wurde im Oktober 1944 zur Zwangsarbeit der Firma Habämfa (Hallesche Bäckereimaschinen- und Backofen-Fabrik) in Ammendorf zugewiesen. Im Februar 1945 wurde sie von Halle nach Theresienstadt deportiert. Das Joint Distribution Committee legte im September 1947 eine Karteikarte über sie an und dokumentierte damit ihr Überleben. |